# Archara
Archara (anche traslitterato come Arhara) è un centro abitato della Russia estremo orientale, situata nella oblast' dell'Amur. Dipende amministrativamente dal rajon Archarinskij, del quale è il capoluogo.
Sorge nella parte meridionale dell'oblast', circa 200 chilometri in linea d'aria a sudest di Blagoveščensk; è un'importante stazione lungo la ferrovia Transiberiana.